# Norwegian

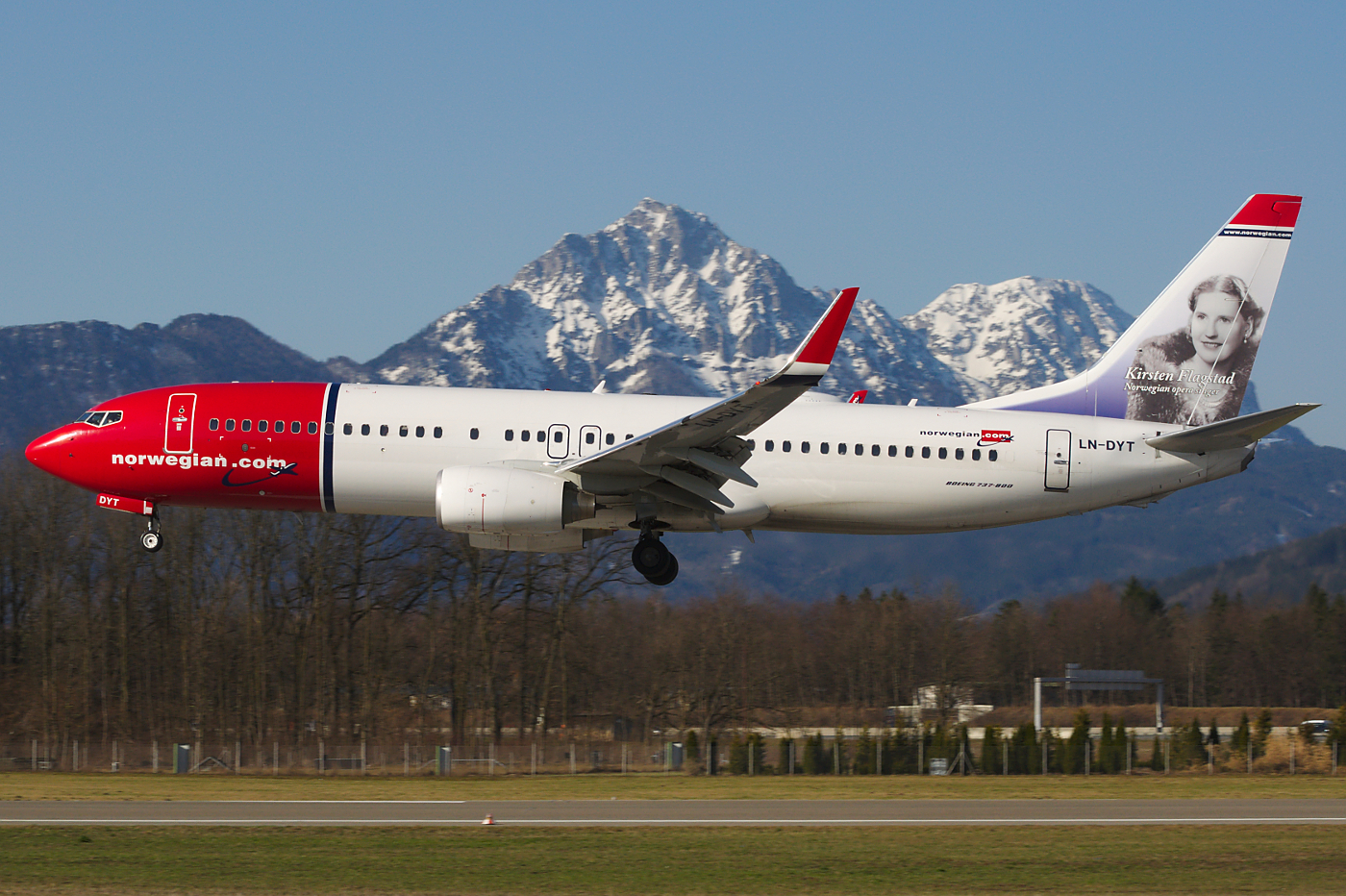
Boeing 737-800

Norwegian Air Shuttle este o linie aeriană low-cost, a doua ca mărime din Scandinavia.
De la renașterea sa sub forma unei companii low-cost în anul 2002, Norwegian s-a impus ca una din principalele companii low-cost din Europa, alături de Ryanair și EasyJet.
În anul 2011, Norwegian a transportat aproximativ 16 milioane de pasageri, cu trei milioane mai mult decât în 2010.
Programul său de loialitate este numit Norwegian Reward.